# Lars Riedel
Lars Riedel (Zwickau, 28 juni 1967) is een Duitse voormalige discuswerper. Hij werd olympisch kampioen, vijfvoudig wereldkampioen, Europees kampioen en meervoudig Duits kampioen in deze discipline. Hij nam viermaal deel aan de Olympische Spelen en behaalde hierbij een gouden en een zilveren medaille. Hij domineerde de atletiekwedstrijden in de jaren negentig. Met zijn persoonlijk record van 71,50 m staat hij negende op de ranglijst aller tijden (peildatum augustus 2023).

## Biografie
Lars Riedel begon met zijn atletiekcarrière in Oost-Duitsland. In 1983 sloot hij zich aan bij SC Karl-Marx-Stadt. Zijn eerste grote internationale wedstrijden waren de wereldkampioenschappen voor junioren in 1986 en de EK in 1990, waarbij hij geen medailles won. Zijn eerste grote succes behaalde hij in 1991 door op de WK in Tokio de wereldtitel te veroveren. Dit titel zou hij hierna nog viermaal winnen.
Toen Oost-Duitsland viel, verloor hij ook zijn trainer en stopte met regulier te trainen. Toen hij zijn nieuwe trainer Karlheiz Steinmetz ontmoette van USC Mainz, pakte hij de draad weer op.
Op de Olympische Spelen van 1996 in Atlanta werd Lars Riedel olympisch kampioen. Met een beste poging van 69,40 versloeg hij de Wit-Russen Vladimir Dubrovshchik (zilver; 66,60) en Vasiliy Kaptyukh (brons; 65,80). Vier jaar later moest hij op de Olympische Spelen van Sydney genoegen nemen met een zilveren medaille. Hij werd verslagen door de Litouwer Virgilijus Alekna met 69,30 om 68,50. Weer vier jaar later behaalde hij op de Olympische Spelen in Athene met 62,80 een zevende plaats.
Riedel is gescheiden van zijn vrouw en heeft een zoon genaamd Robert. In 2007 kwam hij in opspraak, omdat hij een aantal dopingcontroles van de IAAF en de Duitse altetiekbond miste.
Begin juli 2008 maakte Lars Riedel bekend, dat hij een punt zette achter zijn atletiekloopbaan. Hij ondervond te veel last van zijn rug om te proberen zijn vijfde Olympische Spelen te halen.

## Titels
- Olympisch kampioen discuswerpen - 1996
- Wereldkampioen discuswerpen - 1991, 1993, 1995, 1997, 2001
- Europees kampioen discuswerpen - 1998
- Duits kampioen discuswerpen - 1992, 1993, 1994, 1995, 1996, 1997, 1998, 2000, 2001, 2003, 2006

## Persoonlijke records
| Onderdeel    | Prestatie | Datum      | Plaats    |
| ------------ | --------- | ---------- | --------- |
| kogelstoten  | 15,93 m   | 1991       |           |
| discuswerpen | 71,50 m   | 3 mei 1997 | Wiesbaden |
| speerwerpen  | 61,14 m   | 1993       |           |
| tienkamp     | 6087 p    | 1993       |           |

## Palmares

### discuswerpen
Kampioenschappen
- 1991:  WK - 66,20 m
- 1991:  Grand Prix Finale - 64,20 m
- 1993:  WK - 67,72 m
- 1993:  Europacup - 66,30 m
- 1993:  Grand Prix Finale - 64,90 m
- 1995:  WK - 68,76 m
- 1995:  Europacup - 68,76 m
- 1995:  Grand Prix Finale - 67,78 m
- 1996:  OS - 69,40 m
- 1997:  WK - 68,54 m
- 1997:  Europacup - 63,36 m
- 1997:  Grand Prix Finale - 67,98 m
- 1998:  EK - 67,07 m
- 1998:  Wereldbeker - 67,47 m
- 1999:  WK - 68,09 m
- 1999:  Grand Prix Finale - 68,61 m
- 2000:  OS - 68,50 m
- 2000:  Europacup - 63,30 m
- 2001:  WK - 69,72 m
- 2001:  Europacup - 66,63 m
- 2003: 4e WK - 66,28 m
- 2003: 4e Wereldatletiekfinale - 65,74 m
- 2004: 7e OS - 62,80 m
- 2005: 9e WK - 63,05 m
- 2006: 8e EK - 64,11 m
- 2006:  Europacup - 63,47 m

Golden League-podiumplekken
- 1998:  Weltklasse Zürich – 67,90 m
- 1998:  ISTAF – 67,35 m
- 1999:  Weltklasse Zürich – 67,64
- 1999:  Memorial Van Damme – 66,44 m
- 1999:  ISTAF – 68,41 m
- 2000:  ISTAF – 69,72 m
- 2001:  ISTAF – 65,86 m
- 2003:  Weltklasse Zürich – 66,53 m

1896: Bob Garrett ·
1900: Rudolf Bauer ·
1904: Martin Sheridan ·
1906: Martin Sheridan ·
1908: Martin Sheridan ·
1912: Armas Taipale ·
1920: Elmer Niklander ·
1924: Bud Houser ·
1928: Bud Houser ·
1932: John Anderson ·
1936: Ken Carpenter ·
1948: Adolfo Consolini ·
1952: Sim Iness ·
1956: Al Oerter ·
1960: Al Oerter ·
1964: Al Oerter ·
1968: Al Oerter ·
1972: Ludvík Daněk ·
1976: Mac Wilkins ·
1980: Viktor Rasjtsjoepkin ·
1984: Rolf Danneberg ·
1988: Jürgen Schult ·
1992: Romas Ubartas ·
1996: Lars Riedel ·
2000: Virgilijus Alekna ·
2004: Virgilijus Alekna ·
2008: Gerd Kanter ·
2012: Robert Harting ·
2016: Christoph Harting ·
2020: Daniel Ståhl ·
2024: Rojé Stona
1983: Imrich Bugár ·
1987: Jürgen Schult ·
1991: Lars Riedel ·
1993: Lars Riedel ·
1995: Lars Riedel ·
1997: Lars Riedel ·
1999: Anthony Washington ·
2001: Lars Riedel ·
2003: Virgilijus Alekna ·
2005: Virgilijus Alekna ·
2007: Gerd Kanter ·
2009: Robert Harting ·
2011: Robert Harting ·
2013: Robert Harting ·
2015: Piotr Małachowski ·
2017: Andrius Gudžius ·
2019: Daniel Ståhl ·
2022: Kristjan Čeh ·
2023: Daniel Ståhl
- Gemeinsame Normdatei: 135789966
- World Athletics: 14193842
- International Standard Name Identifier: 0000 0000 5671 541X
- Système universitaire de documentation: 165836784
- Virtual International Authority File: 80248478
- WorldCat: E39PBJgcXTjgDFwXDp4gVWVgrq